# Distretto di Chungui
Il distretto di Chungui è uno dei dieci  distretti della provincia di La Mar, in Perù. Si trova nella regione di Ayacucho e si estende su una superficie di 1.060,52 chilometri quadrati.

Ha per capitale la città di Chungui e nel censimento del 2005 contava 7.209 abitanti.